# Єльчін Антон Вікторович
Анто́н Ві́кторович Єльчі́н (рос. Анто́н Ви́кторович Ельчи́н, англ. Anton Yelchin; нар. 11 березня 1989, Ленінград, РРФСР, СРСР — пом. 19 червня 2016, Лос-Анджелес, Каліфорнія, США) — американський кіноактор російського-єврейського походження. Найбільш відомий за роллю Павла Чехова в серії фільмів «Зоряний шлях».

## Життєпис
Антон Єльчин народився в Ленінграді в сім'ї професійних фігуристів — Віктора Аркадійовича Єльчина та Ірини Григорівної Коріної. З батьками переїхав до США у вересні 1989 року, де вони отримали статус біженців від політичного і релігійного утиску через своє єврейське походження. Антону на той момент було пів року. На сьогодні батько Антона працює тренером з фігурного катання (він був першим тренером Саші Коен), а мати — хореографом льодових шоу.
Почав грати у фільмах і телесеріалах у кінці 1990-их років. В інтерв'ю Антон Єльчин зізнався, що пробувався на роль Гаррі Поттера: «Так, я дійсно відправляв свій запис на кастинг „Гаррі Поттера“. Думаю, як і більшість дітей-акторів мого віку. У 10 років мрієш про нездійсненне. Кожен хотів стати чарівником Гаррі Поттером. Але шансів у мене було мало. Зіграти його міг тільки корінний англієць».
На початку 2000-их отримав премію «Молодий актор» за роль у фільмі «Серця в Атлантиді». Також був двічі номінований на цю премію за роль в серіалі «Викрадені» і фільмі «Джек». У 2009 році вийшло 2 блокбастери за його участю: «Зоряний шлях», де він виконує роль Павла Чехова, а також «Термінатор: Спасіння прийде», де він зіграв роль юного Кайла Різа. Разом з акторським складом фільму «Зоряний шлях» отримав премію «Спілки кінокритиків Бостона» за найкращий акторський ансамбль.
19 червня 2016 року загинув унаслідок нещасного випадку за участю його автівки, що зірвалася з гальм на подвір'ї його будинку в Лос-Анджелесі.

## Фільмографія
| Рік  | Українська назва                           | Роль                        | Примітки                                 |
| ---- | ------------------------------------------ | --------------------------- | ---------------------------------------- |
| 2000 | Швидка допомога                            | Роббі Едельштейн            |                                          |
| 2000 | Людина складається в основному з води      | Оджі                        |                                          |
| 2000 | Стримай свій ентузіазм                     | Стюарт                      |                                          |
| 2000 | Час танцювати                              | Джексон Майклс              |                                          |
| 2001 | Янгол-охоронець                            | Майло                       |                                          |
| 2001 | 15 хвилин                                  | Хлопчик у палаючому будинку |                                          |
| 2001 | І прийшов павук                            | Дмитро Стародубов           |                                          |
| 2001 | Серця в Атлантиді                          | Боббі Гарфілд               |                                          |
| 2002 | Практика                                   | Джастін Ленджер             |                                          |
| 2002 | Справедлива Емі                            | Девід Бішоп                 | Озвучення                                |
| 2002 | Викрадені                                  | Джейкоб Кларк в дитинстві   |                                          |
| 2004 | Поліція Нью-Йорка                          | Еван Грабер                 | Серія «Заберіть мою дружину, будь ласка» |
| 2004 | Джек                                       | Джек                        |                                          |
| 2004 | Таємниці минулого                          | Томі                        |                                          |
| 2004 | Доктор Хафф                                | Берд Хаффштодт              |                                          |
| 2005 | Жорстокі люди                              | Фінн Ерл                    |                                          |
| 2006 | Альфа Дог                                  | Зак Мазурскі                |                                          |
| 2007 | Витівки у коледжі                          | Чарлі Бартлет               |                                          |
| 2008 | На півдорозі в нікуди                      | Доріан Шпітц                |                                          |
| 2009 | Нью-Йорк, я люблю тебе                     | Хлопець в парку             | Сегмент «Бретт Ратнер»                   |
| 2009 | Зоряний шлях                               | Павел Чехов                 |                                          |
| 2009 | Термінатор: Спасіння прийде                | Кайл Різ                    |                                          |
| 2010 | Мемуари підлітка, який страждає на амнезію | Ейс Цукерман                |                                          |
| 2011 | Як божевільний                             | Джейкоб Гелм                |                                          |
| 2011 | Ти і я                                     | Едвард Нікітін              |                                          |
| 2011 | Бобер                                      | Портер Блек                 |                                          |
| 2011 | Ніч страху                                 | Чарлі Брюстер               |                                          |
| 2011 | Смурфики                                   | Незграбний Смурф            | Озвучення                                |
| 2013 | Фільм 43                                   | Вейн                        |                                          |
| 2013 | Стартрек: Відплата                         | Павел Чехов                 |                                          |
| 2013 | Виживуть тільки коханці                    | Ієн                         |                                          |
| 2013 | Смурфики 2                                 | Незграбний Смурф            | Озвучення                                |
| 2013 | Дивний Томас                               | Одд «Дивний» Томас          |                                          |
| 2014 | Вмираюче світло                            | Мілтон Шульц                |                                          |
| 2016 | Стартрек: За межами Всесвіту               | Павел Чехов                 |                                          |
| 2017 | Згадати заново                             | Тодд                        |                                          |